# ثوبة (اسم)
ثوبة هو اسم علم مؤنث من أصل عربي، ومعناه هو اسم أول مرضعة للنبي ﷺ وفيها تدليل بتصغير ثوبة، وسواء كنت ثوبة أم ثويبة فاسم يعبر عن ثواب.

## وصلات خارجية
- موسوعة السلطان قابوس لأسماء العرب نسخة محفوظة 5 أبريل 2019 على موقع واي باك مشين.